# Szydłów (powiat pabianicki)
Szydłów – wieś w Polsce położona w województwie łódzkim, w powiecie pabianickim, w gminie Lutomiersk.
Miejscowość położona jest na Wysoczyźnie Łaskiej.
W latach 1975–1998 miejscowość należała administracyjnie do województwa sieradzkiego.
Jest tutaj grodzisko stożkowate, częściowo rozwiezione, na łąkach na lewym brzegu Neru, tuż koło mostu. W wyniku badań archeologicznych prowadzonych przez T. Poklewskiego uzyskano materiały pozwalające na datowanie grodziska na VIII – IX wiek. W Szydłowie zachował się park podworski z XIX wieku.

## Charakterystyka wsi
Wieś jest położona nad rzeką Ner, w odległości ok. 8 km od Lutomierska. W miejscowości znajduje się szkoła podstawowa im. Adama Mickiewicza, kaplica rzymskokatolicka św. Krzysztofa, ośrodek zdrowia oraz Ochotnicza Straż Pożarna.

## Zabytki

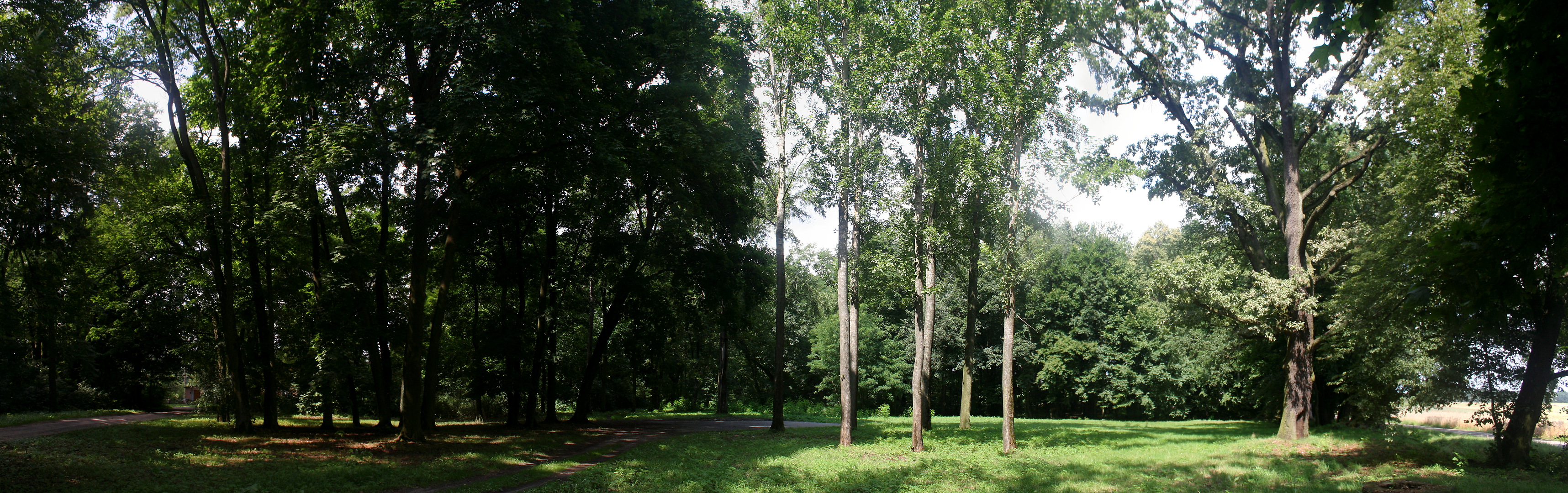
Park w Szydłowie

Według rejestru zabytków Narodowego Instytutu Dziedzictwa na listę zabytków wpisany jest obiekt:
- park, nr rej.: 6 z 20.08.1977

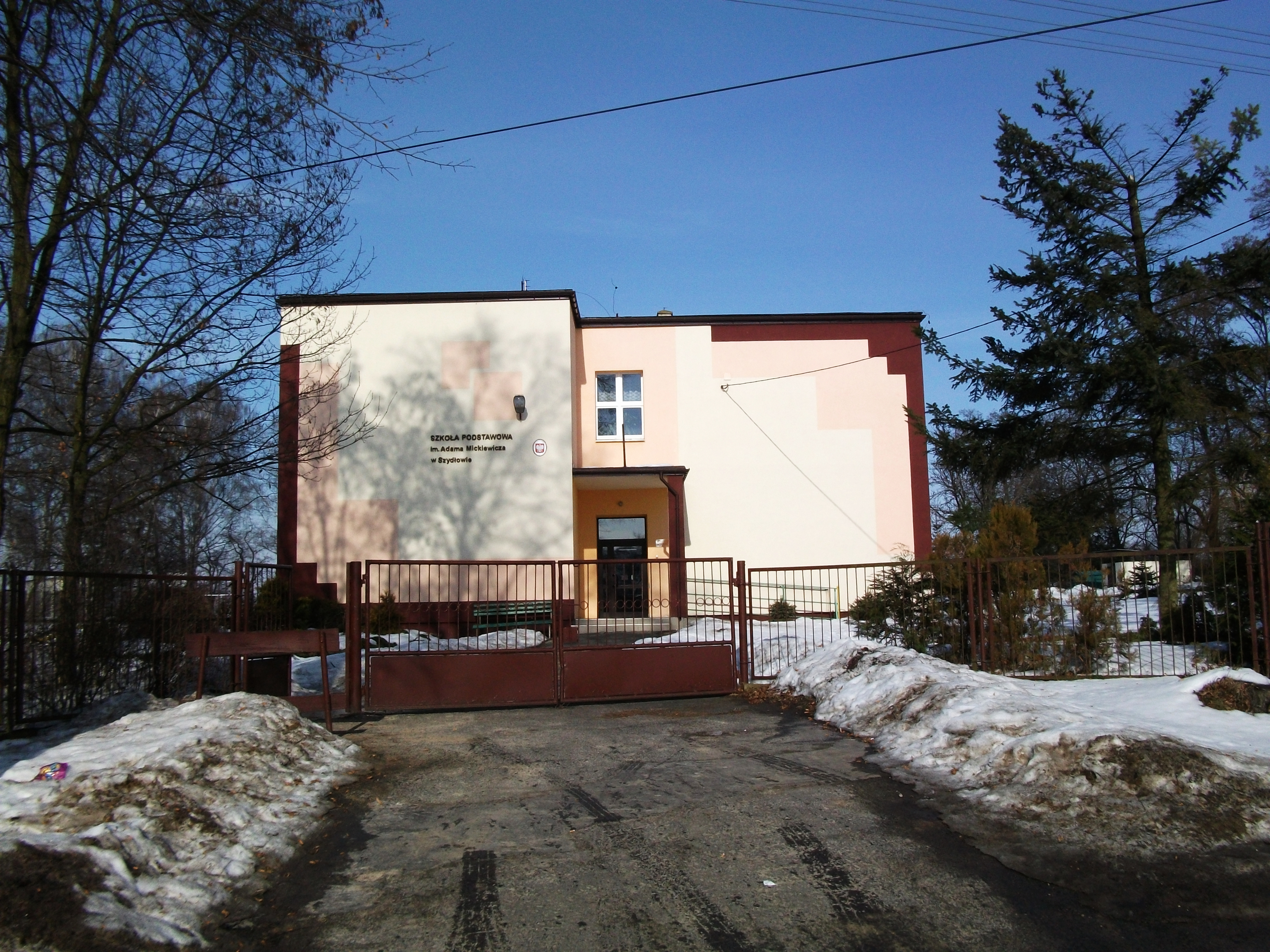
Szkoła Podstawowa im. A. Mickiewicza
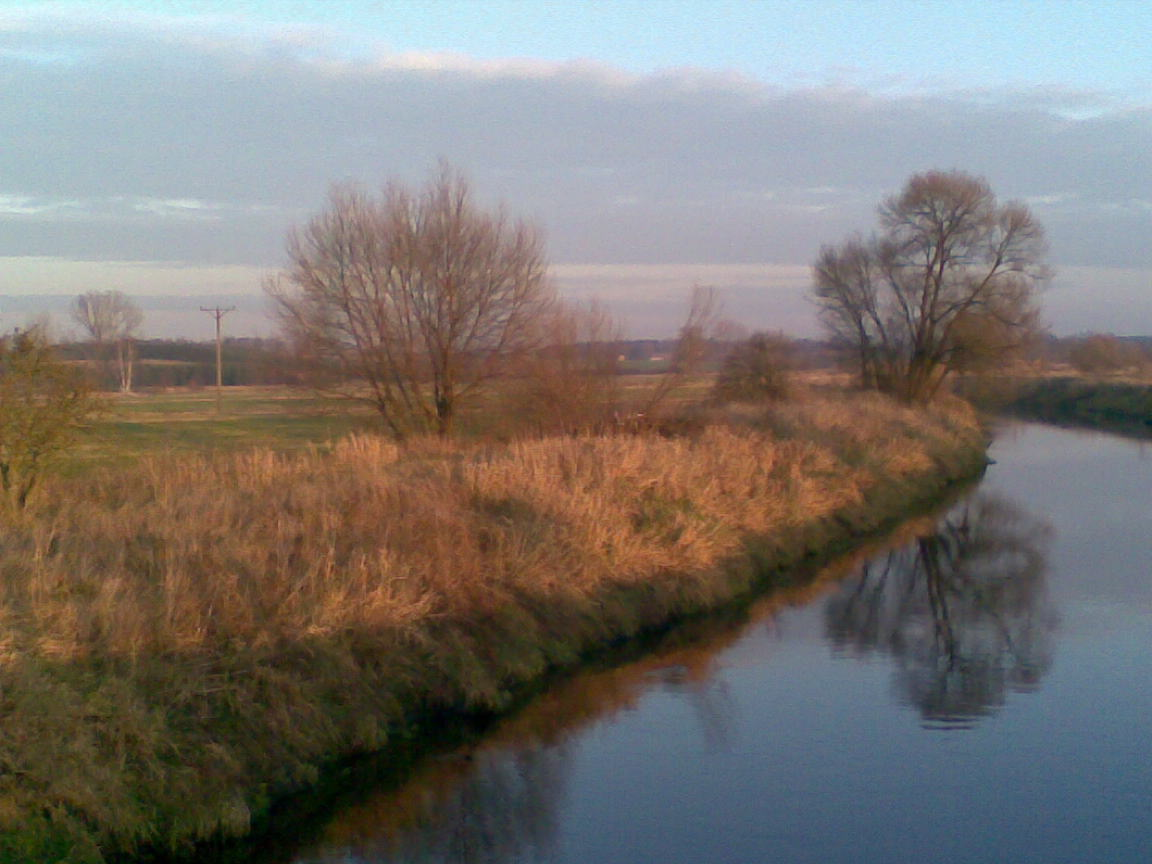
Widok z mostu na rzece Ner
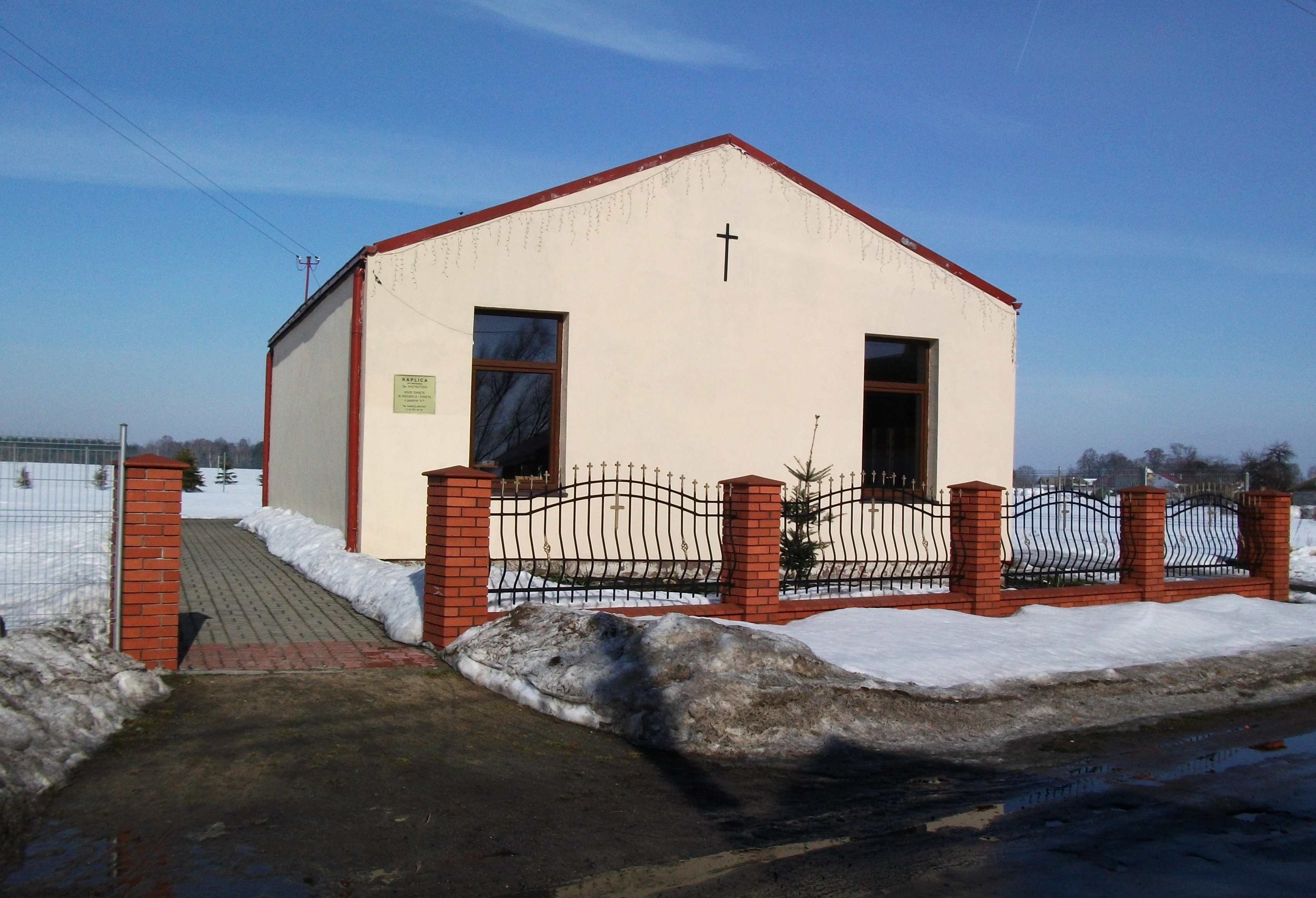
Kaplica rzymskokatolicka św. Krzysztofa